# 住宅地产抵押贷款支持证券
（简称），是不動產擔保證券（MBS）的一種。投资人从该种产品中所取得的现金收益是由购房者根据相应的贷款协议支付的本息来支持的。作为融资工具的一种，它由抵押贷款的放贷人（Originator）所建立；所涉及到的每一支贷款之间并不存在交叉抵押（这是因为从彼此独立的购房者处获取交叉抵押的许可是做不到的），而是将各个购房者所偿付的款额共同汇集在一个按揭池里，并以瀑布结构（waterfall）的形式按照一定优先顺利将这些款额支付给投资者，投资者对能够收到款项的确信正是建立在这种瀑布结构的基础之上。
由银行发放、提供相应服务，并体现在银行账目上的抵押贷款，与RMBS化的抵押贷款有许多不同之处。其中最主要的区别就体现在与借款人保持互动、并驱动新介入的“服务机构”做出决策的主体上。这个主体不再履行与公共信托或注册银行相关联的责任，这一点与传统借贷关系中银行与借款顾客的关系有所不同。除非某一笔贷款被重新记入最初放贷人的资产负债表，否则借款人与银行之间的这种“零售商-顾客”关系模式就会转换成原始顾客与受到认可的投资者之间的关系，而银行则成为了服务机构，处于面对客户的最前端。
RMBS经常被称为一种“準债券（bond-like）”金融投资产品，这一点往往让人难以理解。这其实是因为RMBS与债券的特征有所相似，都包含“投资本金”与“收益”。然而，这里的“投资本金”并不意味着投资者购买了由购房者颁发的本票（promissory note），而是指投资者投入了本金，因此得到了基于投资协议获得现金流回报的权利。而这样的投资协议里还包括其它许多内容。同样，“收益”亦仅仅是指收到的现金流中所包含的相应利息收益。RMBS市场是美国购房者所需住宅抵押贷款的最大融资来源（见下）。
一般认为，此类证券的表现要比商业地产抵押贷款支持证券（英語：Commercial Mortgage Backed Securities）更加容易预见。这是由于每一个RMBS按揭池中都有海量单笔贷款、且这些贷款的地理分布分散。RMBS分为许多类型，如过手型（pass-through）、担保抵押贷款凭证（Collateralized Mortgage Obligations, ），以及担保债务凭证（Collateralized Debt Obligations, ）等。

## 起源
虽然19世纪末、20世纪初期，多种多样的证券化抵押贷款即已出现，但现代RMBS的形成则与“吉利美”——美国政府全国抵押贷款协会（The Government National Mortgage Association, ，因其通称而被译为“吉利美”）有关。吉利美于1968年率先发行了一种依托政府的债券，这种债券即被称为住宅地产按揭证券。该债券集取了若干笔贷款将其月供的本息汇聚成池，用每月收取的现金流支撑债券。债券本体由吉利美担保，但是担保的内容并不包含借款人提前偿付贷款或再融资（refinance，即提前偿付当前贷款并以较低利率或较长分期等优惠条件重新申请贷款的一种行为）所蕴含的提前偿付风险（prepayment risk）。吉利美将按揭池以此方式销售给投资者，所聚集的资金则可以从抵押贷款经纪人处购得更多的住房贷款，从而完成国会所赋予其“推进可负担住房”的使命。银行以及其它放贷人由于可以利用RMBS将手中的贷款转销出去，因此能够有资金发放更多的贷款。
由于人们对这种债券的信心坚实，又有美国政府支持，因此这种债券获得了极高的信用评级，而且“所付的利息仅略略高出美国长期国债的利率”。在吉利美对此种债券的发行大获成功之后，另外的两家政府背景的住房支持机构房利美和房地美也开始发行各自版本的RMBS。有了政府担保，投资者知道即便借款人偿付违约，他们也能够全额收回投资。而作为对此种担保的回应，借款人则要接受严格的贷款资信审查。举例来说，房利美要求购房者的首付不得低于房屋价值的10%，还要对购房者的收入能力建立完善的档案，并且要求购房者最好能有定期的薪资收入。

## 私营住房按揭证券（Private-label MBSs）

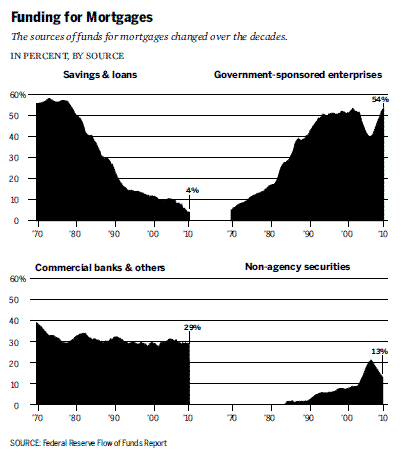
贷款来源：从储蓄机构发放的贷款额度下降的幅度几乎与从房利美、房地美等“政府支持实体”所发放贷款额度上升的幅度相等。在次贷危机爆发之前，私营RMBS的融资高峰大约在21%. (来源： Final Report of the National Commission on the Causes of the Financial and Economic Crisis in the United States, p.69 figure 5.1)

20世纪70年代末，来自所罗门兄弟公司的一支团队与美國銀行合作，创立了第一支没有政府担保的住宅地产按揭证券。所罗门兄弟的一位债券交易员刘易斯·拉涅利做出了不可磨灭的贡献。正是他于1977年加入这项工作后的攻坚期间里创造性地使用了“证券化”一词。作家阿里萨·卡茨称，拉涅利的杰出成绩掀起了按揭市场的一场革命，使得按揭市场摆脱了严重依托由政府所支持的购房保险机构（吉利美、房利美，以及房地美）。他希望能探索出一条能使按揭市场彻底私有化的道路；正是为了将这一目标付诸现实，他的团队意欲创造一种证券产品，使得该种产品“能够在众多投资者中买卖”。
这项工作的大致规划是：私有银行发放贷款，并将这些贷款转售给希望获得稳定现金流收入的投资者；银行利用销售所释放出来的资本发放更多的贷款。所罗门兄弟的这支团队在这项工作上付出了整整三年时间，可由于各个州的不同法律规定，以及可以追溯到大萧条时期的联邦证券法，他们所创造的这种债券产品还是遭到了商业上的失败。
为了补救，拉涅利协助编制了《1984年加强二级抵押贷款市场法案（the Secondary Mortgage Market Enhancement Act of 1984，》，并接受了国会的质询。阿里萨·卡茨在她2009年撰写的一本关于美国房地产市场近期历史的书里这样说道：

（SMMEA）要求信用评级机构——当时是穆迪和标准普尔——对按揭池逐一进行衡量。若是某支债券从这些机构处获得了顶级评价——意即在信用评级机构看来，投资者可以对投资回报具有坚实信心——这支债券就可以销售。同时，美国证券交易委员会将监管这些证券的交易，监管方式与对一切可出售的投资产品的监管方式一致；按揭证券市场不再由美国政府独家管理，以前的由美国政府通过吉利美达成此监管目的的方式不再有效。
这项法案打开了一扇新的大门，“联邦注册的金融机构，包括信用合作社在内”从此“只要符合相应适当的法律法规框架，即可对抵押贷款相关的证券产品进行投资”。1977年拉涅利开发出此类产品的时候，私营MBS市场还不存在，而今这样的市场终于被创立起来了。

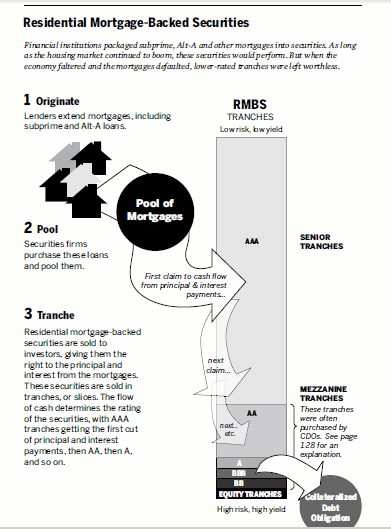
来源： Final Report of the National Commission on the Causes of the Financial and Economic Crisis in the United States, p.73, figure 5.3

来自房利美的大卫·麦克斯维尔称，“私营”按揭证券的开发者们并未寻求——也并未导致——对房利美和房地美的“机构MBS”进行阻击和替代。他们只是想“找到一种既能盈利、又不必与房利美竞争的产品”而已。金融界记者贝萨妮·麦克琳与乔·诺切拉则认为，拉涅利与他的华尔街同侪们意识到了“他们无法将诸如房利美和房地美一类的政府支持实体从传统按揭证券的统治地位上赶下去”，可是房利美和房地美在非优质抵押贷款（即次级抵押贷款（sub-prime mortgage）和次优级抵押贷款（Alt-A mortgage）市场上既没有份额，又没有相关利益，因此次级贷款市场便成了私营按揭证券得天独厚的王国。

## 信贷分档
鉴于其高标准以及由美国政府提供的担保，由“政府支持实体（GSEs）”房利美和房地美所发行的MBS被视为“与AAA级等价的债券”。
私营的次级贷款永远无法达到这样的水平。不过，它们将按揭池划分为若干个“信贷分档（Tranche，一译分级。为了与信用评级相区分，此处采用“分档”的译法）”；每月/季度所收取的本金与利息构成的现金流都依据这些档次有不同的支付优先级。因而，最高档藉由最高的优先级，可以获得AAA的评级。
最高级的各个分档仿佛一个“篮子”，篮子里装满了“水”——本金和利息。不把当前的篮子装满，水是不会溢向下一个篮子（分档）的。正因如此，最顶级的篮子（分档）从理论上讲，具有相当的信用度，可以获得最高的信用评级，因而在资金市场和养老金机构中大为畅销——这些机构除了购买这些拥有最高信用度的分档之外，是绝不会介入次级贷款证券市场的。

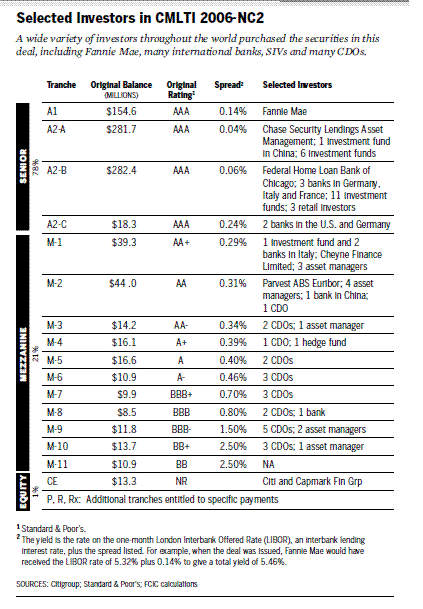
source: Final Report of the National Commission on the Causes of the Financial and Economic Crisis in the United States, p.116 figure 7.2

在20世纪80年代末期和90年代初期，最初的私营MBS交易常常只划分为两个档次，然而到了2005、2006年，情况已经大为复杂化了。《金融危机调查报告》中描述了一笔在私营次贷证券交易鼎盛（2006年）时期典型的按揭证券交易（参见右图）。这笔交易的代号是CMLTI 2006-NC2，包括4499支次级抵押贷款，都是由新世纪金融公司——一家位于加利福尼亚州的放贷机构——发放的贷款，而MBS的发行人则是一家由花旗集团支持的特设机构。该特设机构将交易划分为19个分档，总价值9.47亿美元。由于花旗集团等公司非常注重对高信用评级的达成，四支最高级的分档都被评为AAA级，以7.37亿美元的金额占据了整笔交易的78%。“中间层”有十一个分档——三个分档被评为AA级、三个A级、三个BBB级，以及两个BB级（垃圾级）。最低级的分档被称为“资产”、“剩余额”，或者“第一损失”。它们未被评级，为花旗集团和一家对冲基金对半持有
。分档越低，风险越高，而回报的利率则相应越高。
商业专栏作家乔·诺切拉称，到了2013年中期，“私营按揭证券市场……仍然低迷不振”；融资形式已经为房利美和房地美所主导。

## 增长、创新与崩坏
住宅按揭证券与同类产品的增长与复杂化贯穿了整个20世纪80年代。1983年房地美将第一笔担保抵押贷款凭证（CMOs）投放市场，是为一例。
1987年担保债务凭证（CDOs）的开发以及接踵而至的各种创造（如再次担保债务凭证），使得结构性融资有了爆发性的增长。CDO最初是用作RMBS的资金池的（注意，RMBS本身也是一个按揭池）。CDO被分割成若干分档后，销售给投资者。诸如此类的金融发明所导致的结果就是，在政府支持实体的活动范围之外有一个次级贷款市场，而这个次贷市场为华尔街的各家银行提供了巨大的增长空间。國際貨幣基金組織前首席经济学家西蒙·约翰逊说，“私营按揭证券（除吉利美、房利美、房地美发行的之外）的交易总量从1984年的110亿美元增长到了1994年的2千亿美元，而到2007则接近3万亿美元。”
而私营按揭证券市场仍在增长。2004年，“商业银行、金融储蓄机构、投资银行已经在住宅贷款证券化的额度上追赶上了房利美和房地美”，而2005年，前者已经超过后者。私营MBS的增长主要靠的是降低贷款发放标准，以及将低质量、高风险的贷款（如Alt-A和次级贷款等）证券化来实现的。学者迈克尔·西姆科维奇认为，这种对标准上的放松是由于券商争夺贷款源的市场竞争、以及放贷机构所承担的更大市场压力所决定的。金融业记者贝萨妮·麦克琳与乔·诺切拉则认为，华尔街的券商们之所以鼓励放松标准是因为低质量的贷款“意味着高额度的回报”

。
政府支持实体（GSE）也相应地放宽了他们的标准。然而，GSE标准仍要高于私营市场，而且相比市场上的其它参与者，GSE的证券化业务仍旧风光。然而，有人则认为，正是GSE对市场的主导地位扰乱了市场、带来了过高的估价、进而导致了房地产泡沫，最终使得联邦政府不得不对GSE提供紧急资金援助。正因如此，一系列旨在逐步让GSE淡出的立法提案及相关建议正在研究中。

## 市场崩盘
普遍认为，低质量贷款的高速增长，以及作为融资形式的证券化交易，这二者是导致2000年代后期金融危机（即“次貸危機”）的主要诱因。2008年后，私营RMBS市场大幅崩盘，已经被由政府支持、资信审查更为严格、标准更高的证券化操作所代替。

## 索引
1. . 中國人民銀行. 2008-09-11 （中文（中国大陆））.
2. (PDF). HSBC HK.   [2024-12-31]. （原始内容存档 (PDF)于2025-02-23） （中文（香港））.
3. (PDF). 中央存款保險公司: 50. 2011年11 月  [2024-12-30]. （原始内容存档 (PDF)于2024-12-30） （中文（臺灣））.
4. (PDF). HSBC HK.   [2024-12-31]. （原始内容存档 (PDF)于2025-02-23） （中文（香港））.
5. (PDF). 中央存款保險公司: 50. 2011年11 月  [2024-12-30]. （原始内容存档 (PDF)于2024-12-30） （中文（臺灣））.
6. . 中國人民銀行. 2008-09-11 （中文（中国大陆））.
7. (PDF). HSBC HK.   [2024-12-31]. （原始内容存档 (PDF)于2025-02-23） （中文（香港））.
8. (PDF). 中央存款保險公司: 50. 2011年11 月  [2024-12-30]. （原始内容存档 (PDF)于2024-12-30） （中文（臺灣））.
9. . 中國人民銀行. 2008-09-11 （中文（中国大陆））.
10. (PDF). HSBC HK.   [2024-12-31]. （原始内容存档 (PDF)于2025-02-23） （中文（香港））.
11. (PDF). 中央存款保險公司: 50. 2011年11 月  [2024-12-30]. （原始内容存档 (PDF)于2024-12-30） （中文（臺灣））.
12. . 中國人民銀行. 2008-09-11 （中文（中国大陆））.
13. (PDF). 中央存款保險公司: 50. 2011年11 月  [2024-12-30]. （原始内容存档 (PDF)于2024-12-30） （中文（臺灣））.
14. . 中國人民銀行. 2008-09-11 （中文（中国大陆））.
15. (PDF). HSBC HK.   [2024-12-31]. （原始内容存档 (PDF)于2025-02-23） （中文（香港））.
16. (PDF). 中央存款保險公司: 50. 2011年11 月  [2024-12-30]. （原始内容存档 (PDF)于2024-12-30） （中文（臺灣））.
17. . 中國人民銀行. 2008-09-11 （中文（中国大陆））.
18. (PDF). HSBC HK.   [2024-12-31]. （原始内容存档 (PDF)于2025-02-23） （中文（香港））.
19. ↑  Lemke, Lins and Picard, Mortgage-Backed Securities, Chapter 4 (Thomson West, 2012).
20. ↑  Lemke, Lins and Picard, Mortgage-Backed Securities, Chapters 4 and 5 (Thomson West, 2012).
21. 1 2 3 4 5 6  Michael Simkovic, Competition and Crisis in Mortgage Securitization （页面存档备份，存于）
22. ↑  Cassidy, John. . 3703-3709: Farrar, Straus and Giroux. 2010. ASIN B002VOGQRO.
23. 1 2  Johnson, Simon; James Kwak. . Pantheon Books. 2010: 72. ISBN 978-0-307-37905-4.
24. ↑  Katz, Alyssa. . 395-399: Bloomsbury USA, New York. 2009. ISBN 9781608191406.
25. ↑  .   [2011-07-03]. （原始内容存档于2011-09-27）.
26. 1 2  Lemke, Lins and Picard, Mortgage-Backed Securities, Chapter 1 (Thomson West, 2012).
27. ↑  Cassidy, John. . 3710: Farrar, Straus and Giroux. 2010. ASIN B002VOGQRO.
28. ↑  Cassidy, John. . 3715-3716: Farrar, Straus and Giroux. 2010. ASIN B002VOGQRO.
29. ↑  Katz, Alyssa. . 472-475: Bloomsbury USA, New York. 2009. ISBN 9781608191406.
30. ↑  Cassidy, John. . 3717-3718: Farrar, Straus and Giroux. 2010. ASIN B002VOGQRO.
31. ↑  Katz, Alyssa. . 355-358: Bloomsbury USA, New York. 2009. ISBN 9781608191406.
32. ↑  Katz, Alyssa. . 407-408: Bloomsbury USA, New York. 2009. ISBN 9781608191406.
33. ↑  Katz, Alyssa. . 407-409: Bloomsbury USA, New York. 2009. ISBN 9781608191406.
34. ↑  Johnson, Simon; James Kwak. . Pantheon Books. 2010: 73. ISBN 978-0-307-37905-4.
35. ↑  Katz, Alyssa. . 411-416: Bloomsbury USA, New York. 2009. ISBN 9781608191406.
36. ↑  .   [2011-07-03]. （原始内容存档于2012-12-13）.
37. 1 2  McLean, Bethany and Joe Nocera. All the Devils Are Here, the Hidden History of the Financial Crisis, Portfolio, Penguin, 2010 (p.19)
38. ↑  Walden, Gene. . AllStarStocks.com.   [2013-11-19]. （原始内容存档于2013-11-25）. Securities issued by Fannie Mae and Freddie Mac are also guarantee ...  the timely payment of all principal and interest of the mortgage-backed securities they issue. Although their guarantee doesn?'t carry the weight of the U.S. government, Freddie Mac and Fannie Mae are two of the most fiscally sound corporations in America. Their mortgage-backed securities are considered to be the equivalent of AAA-rated corporate bonds. They have never defaulted on a mortgage-backed security.
39. ↑   (PDF). National Commission on the Causes of the Financial and Economic Crisis in the United States. 2011: 70  [2013-11-19]. （原始内容存档 (PDF)于2018-09-06）.
40. ↑  Katz, Alyssa. . 400-407: Bloomsbury USA, New York. 2009. ISBN 9781608191406.
41. ↑  Here's how a CDO works （页面存档备份，存于）| Upstart Business Journal| December 5, 2007
42. ↑   (PDF). National Commission on the Causes of the Financial and Economic Crisis in the United States. 2011: 71–2  [2013-11-19]. （原始内容存档 (PDF)于2018-09-06）.
43. ↑  Cassidy, John. . 3720-3722: Farrar, Straus and Giroux. 2010. ASIN B002VOGQRO.
44. ↑  "an incredible 77 percent of the mortgages being made in America are guaranteed by Fannie and Freddie", The End of Fannie and Freddie? （页面存档备份，存于）| By JOE NOCERA| nytimes.com| June 26, 2013
45. ↑  Cassidy, John. . 3718-3719: Farrar, Straus and Giroux. 2010. ASIN B002VOGQRO.
46. ↑  Johnson, Simon; James Kwak. . Pantheon Books. 2010: 76. ISBN 978-0-307-37905-4.
47. ↑   (PDF). National Commission on the Causes of the Financial and Economic Crisis in the United States. 2011: 102  [2013-11-19]. （原始内容存档 (PDF)于2018-09-06）. commercial banks, thrifts, and investment banks caught up with Fannie. Mae and Freddie Mac in securitizing home loans. and by 2005, had overtaken government/GSE mortgage backed securities issuance.
48. ↑  quote= "Wall Street didn't care either. If anything, Wall Street was encouraging the subprime companies in their race to the bottom. Lousier loans meant higher yield." (All the Devils Are Here, MacLean and Nocera, p.217-8)
49. ↑  quote=Wall Street "wanted the riskiest subprime mortgages ... because these ... generated the most yield."   `While subprime loans cost borrowers much more in fees -- WaMu execs "noted subprime loans were roughly 7X more profitable than prime mortgages"` (All the Devils Are Here, MacLean and Nocera, p.134)
50. ↑  Lemke, Lins and Picard, Mortgage-Backed Securities, Chapter 13 (Thomson West, 2012).